# Diecezja Charleston
Diecezja Charleston (łac. Dioecesis Carolopolitana, ang. Roman Catholic Diocese of Charleston) – rzymskokatolicka diecezja ze stolicą w Charleston, w stanie Karolina Południowa, we wschodniej części Stanów Zjednoczonych.
Jest częścią regionu XIV (FL, GA, NC, SC) i granice diecezji pokrywają się w całości z terytorium stanu Karolina Południowa.
Diecezja powstała 11 lipca 1820 roku. Początkowo należała do metropolii Baltimore. W lutym 1962 roku została przeniesiona do nowo powstałej metropolii Atlanty, w której pozostaje do dziś. Siedzibą biskupa jest Charleston.

## Główne świątynie
- Katedra: Katedra św. Jana Chrzciciela w Charleston
- Bazylika mniejsza: Bazylika św. Piotra w Columbii

## Biskupi Charleston
- John England (1820–1842)
- Ignatius A. Reynolds (1843–1855)
- Patrick N. Lynch (1857–1882)
- Henry P. Northrop (1883–1916)
- William Thomas Russell (1916–1927)
- Emmet M. Walsh (1927–1949)
- John J. Russell (1950–1958)
- Paul Hallinan (1958–1962)
- Francis Frederick Reh (1962–1964)
- Ernest Leo Unterkoefler (1964–1990)
- David Bernard Thompson (1990–1999)
- Robert Joseph Baker (1999–2007)
- Robert Guglielmone (2009–2022)
- Jacques Fabre (od 2022)

## Wydawnictwa
- The Catholic Miscellany